# Beverley Craven
Beverley Craven (* 28. Juli 1963 in Colombo, Ceylon) ist eine britische Sängerin und Songschreiberin.

## Leben
Kurze Zeit nach Cravens Geburt kehrten ihre Eltern nach England zurück. Ihre Mutter war Violinistin und durch ihre Anleitung begann sie mit sieben mit dem Klavierspielen. Als Jugendliche war sie auch eine erfolgreiche Schwimmerin und nahm an den britischen Meisterschaften teil. Mit 19 Jahren versuchte sie es mit einer Karriere in London. Während sie nach einer passenden Band suchte und nebenbei als Bedienung Geld verdiente, schrieb sie ihre eigenen Songs.
Nachdem sie Ende der 1980er Jahre mit Bobby Womack als Backgroundsängerin durch Europa getourt war, gelang ihr mit Unterstützung von Simon Nicol und Dave Mattacks von Fairport Convention sowie dem Produzenten Paul Samwell-Smith 1990 die erfolgreiche Veröffentlichung einer Soloplatte. Das nach ihr benannte Album Beverley Craven erreichte Platz 3 in Großbritannien und konnte sich ein ganzes Jahr in den Charts halten. Die erste Single daraus, Promise Me, wurde ebenfalls ein Nummer-3-Hit. Mit Woman to Woman konnte Craven auch einmal in die deutschen Charts einsteigen. 1992 wurde sie zur besten britische Newcomerin gewählt. Während allerdings weitere große Single-Erfolge ausblieben, konnte das zweite Album Love Scenes 1993 noch Platz 4 erobern. Danach hörte man lange nichts mehr von ihr, bevor sie 1999 mit dem Album Mixed Emotions noch einmal in die Charts zurückkehrte.
Sie war mit dem englischen Songschreiber Colin Campsie verheiratet, gemeinsam hat das Paar drei Töchter, Mollie (* 1992), Brenna (* 1995) und Connie (* 1996). 2012 trennte sich Beverley Craven von Colin Campsie. In ihrer 2012 erschienenen Autobiographie Truth Be Told schreibt Beverley Craven sehr ausführlich über die Hintergründe und über ihre musikalische Karriere.
2004 wurde Promise Me von Lutricia McNeal gecovert und erreichte die deutschen Charts (Platz 86), nachdem bereits 1999 als Liebst du mich? eine deutsche Coverversion von Claudia Christina erschien. Der Titel bildet auch die Grundlage der Single 4 AM der Band Scooter. Eine weitere Coverversion wurde 2013 mit Tabea veröffentlicht.
2005 erkrankte Craven an Brustkrebs.

## Diskografie

### Alben
- 1990: Beverley Craven
- 1993: Love Scenes
- 1999: Mixed Emotions
- 2009: Close to Home
- 2014: Change of Heart

### Kompilationen
- 2004: The Very Best Of
- 2005: Legends (3 CDs)
- 2011: Promise Me: The Best Of

### Singles
- 1990: Woman to Woman
- 1990: Holding On
- 1990: Joey
- 1991: Promise Me
- 1991: Woman to Woman
- 1991: Memories
- 1991: You’re Not the First
- 1993: Love Scenes
- 1993: Mollie’s Song
- 1994: The Winner Takes It All
- 1999: I Miss You
- 2004: Lady Advertiser (Rob Cowen feat. Beverley Craven)
- 2009: Rainbows
- 2014: You Belong to Someone Else

### Videoalben
- 2003: Live in Concert

## Auszeichnungen für Musikverkäufe
| Goldene Schallplatte - Frankreich - 1991: für das Album Beverley Craven - Niederlande - 1997: für das Album Beverley Craven |

Anmerkung: Auszeichnungen in Ländern aus den Charttabellen bzw. Chartboxen sind in ebendiesen zu finden.
| Land/RegionAuszeichnungen für Musikverkäufe (Land/Region, Auszeichnungen, Verkäufe, Quellen) | Silber  | Gold     | Platin     | Verkäufe | Quellen         |
| -------------------------------------------------------------------------------------------- | ------- | -------- | ---------- | -------- | --------------- |
| Frankreich (SNEP)                                                                            | —       | Gold1    | —          | 100.000  | snepmusique.com |
| Niederlande (NVPI)                                                                           | —       | Gold1    | —          | 50.000   | nvpi.nl         |
| Vereinigtes Königreich (BPI)                                                                 | Silber1 | Gold1    | 2× Platin2 | 900.000  | bpi.co.uk       |
| Insgesamt                                                                                    | Silber1 | 3× Gold3 | 2× Platin2 |          |                 |